# آزاتان
آزاتان (به ارمنی: Ազատան) یک روستا در ارمنستان است که در استان شیراک واقع شده‌است. آزاتان در ۸ کیلومتری جنوب گیومری، مرکز استان شیراک واقع شده است.

## خصوصیات
آزاتان ۵٬۶۹۷ نفر جمعیت دارد و در ارتفاع ۱٬۴۹۰ متر بالاتر از سطح دریا قرار گرفته است.

## نگارخانه

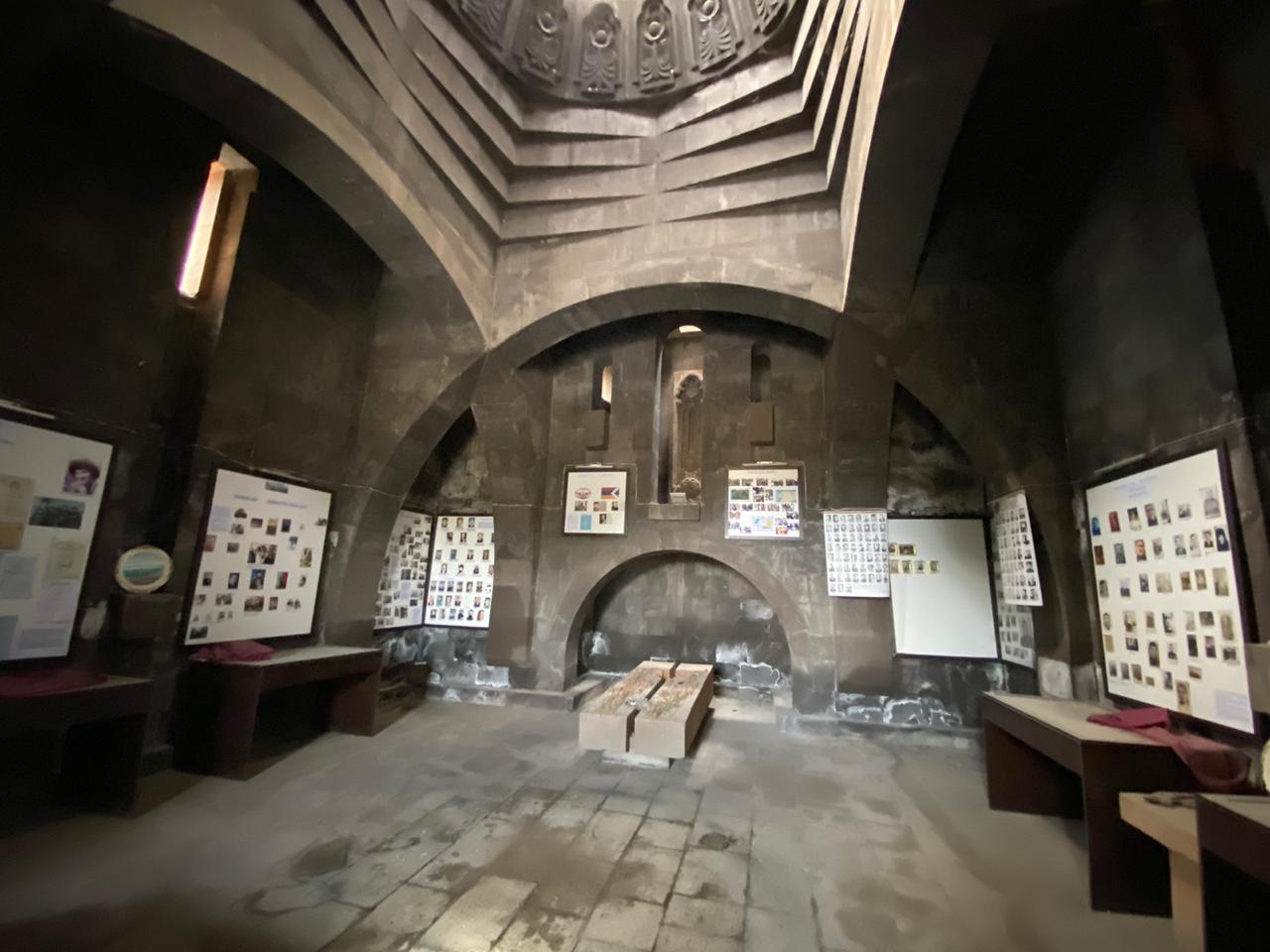